# Sevoflurano
O sevoflurano (2,2,2,-trifluro-1-(trifluorometil)etilfluorometil-éter), também chamado de éter hexafluoroisopropil fluorometilico, é um éter isopropilmetílico altamente fluorado usado para a indução e manutenção de anestesia geral. Juntamente com o desflurano, está a substituir o isoflurano e o halotano na moderna anestesia.
Com cheiro adocicado e não inflamável é administrado frequentemente com o protóxido de azoto e o oxigénio. Juntamente com o desflurano é o anestésico volátil com o início e a terminação mais rápidas disponíveis na clínica atual.
É um anestésico volátil líquido, não inflamável, nem explosivo. Permite a administração simultânea da grande maioria dos medicamentos utilizados em cirurgia, potencializando a ação dos relaxantes musculares. Tem um período de indução anestésica suave e rápido. Considerado por alguns autores, como o mais próximo do anestésico ideal.
Apesar do desflurano possuir o mais baixo coeficiente sangue/gás dos anestésicos voláteis correntemente utilizados, o sevoflurano é o agente preferido para induções com máscara devido à sua menor irritação das membranas mucosas.
Está na Lista de Medicamentos Essenciais da Organização Mundial da Saúde.

## História
As primeiras referências ao sevoflurano apareceram na literatura em 1971. O agente foi desenvolvido, inicialmente,pelos investigadores dos Laboratórios Baxter. Foi introduzido na prática clínica no Japão em 1990. Os direitos do sevoflurano nos Estados Unidos e nos outros países são detidos pelos Laboratórios Abbott.

## Farmacocinética
O sevoflurano é um agente anestésico inalatório usado para a indução e manutenção de anestesia geral. A Concentração Alveolar Mínima(MAC)é de 2%. É um anestésico líquido,não inflamável, que é administrado por via inalatória através de um vaporizador devidamente calibrado para a temperatura. O sevoflurano tem uma baixa solubilidade no sangue e nos tecidos e cruza a barreira hemato-encefálica.

### Metabolização
Menos de 5%é absorvido, sendo metabolizado no fígado, no citocromo P450, isoenzima CYP2E1, em hexafluoroisopropanolol(FIP)(principalmente) e em flúor inorgânico e dióxido de carbono.
O hexafluoroisopropanolol é conjugado com o ácido glucorônico, uma percentagem é eliminada na urina e 95% elimina-se pelos pulmões.

## Farmacodinâmica
Como o coeficiente sangue/gás é de 0.60 o sevoflurano permite uma indução e uma recuperação rápida da anestesia, permitindo também níveis mais profundos de anestesia. É utilizado na anestesia pediátrica em induções com máscara porque não irrita as mucosas respiratórias. O sevoflurano deprime apressão sanguínea e a função respiratória de maneira gradual e dose-dependente.Nas concentrações habituais apresenta estabilidade cardiovascular dentro dos parâmetros normais,sem produzir taquicardia. Com altas concentrações pode produzir bradicardia e hipotensão. O fluxo cerebral aumenta ligeiramente.